# Rue du Chevalier-de-Saint-George
La rue du Chevalier-de-Saint-George est une voie de Paris (France) servant de limite aux 1er (côté des numéros pairs) et 8e arrondissements (côté des numéros impairs). Anciennement rue Richepance, elle porte depuis 2002 le nom de Joseph Bologne (1745-1799), plus connu sous le nom de « chevalier de Saint-George », musicien et chef d'orchestre, capitaine de la Garde nationale de Lille, colonel de la Légion des Américains et du Midi,.

## Situation et accès
Orientée approximativement nord-sud, longue de 113 mètres, elle commence au 404-408, rue Saint-Honoré et se termine au 21, rue Duphot. Elle est à sens unique dans le sens sud-nord, avec un contresens cyclable dans le sens nord-sud. 
Ce site est desservi par les lignes 8, 12 et 14 à la station Madeleine.

## Historique
Cette voie a été percée en 1807, son ouverture ayant été imposée aux acquéreurs de l’ancien couvent des Filles de la Conception.
Anciennement  « rue Richepance, », du nom du général Antoine Richepanse (1770-1802) dont le patronyme s'écrit « Richepance ».

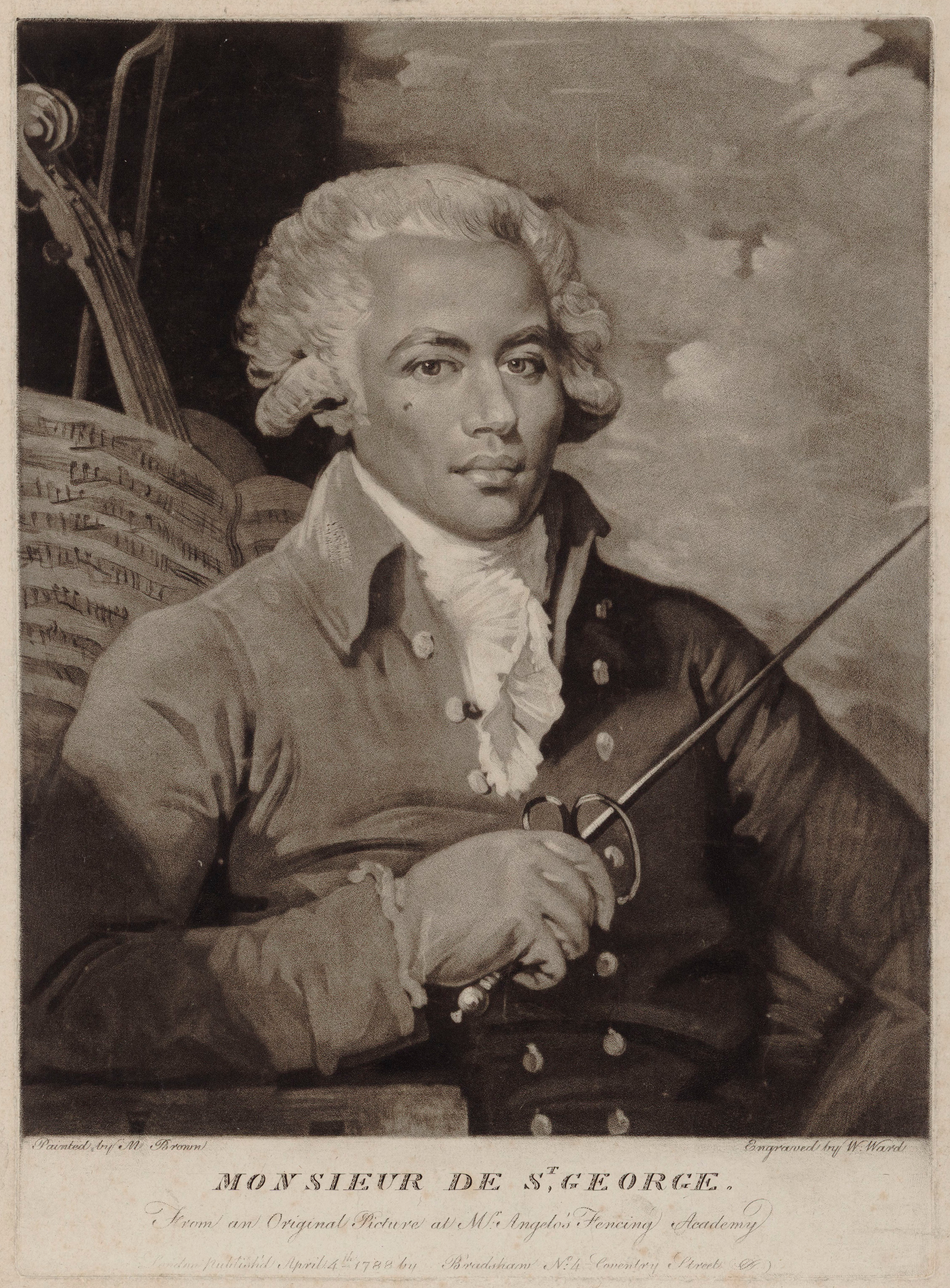
Joseph Bologne de Saint-Georges.

Antoine Richepanse ayant rétabli l'esclavage à la Guadeloupe sur ordre de Bonaparte, le maire Bertrand Delanoë propose en décembre 2001, à l'initiative de sa conseillère George Pau-Langevin, de rebaptiser cette voie pour lui donner le nom du chevalier de Saint-George (1745-1799), figure de l'émancipation des esclaves. Cette proposition avait déjà été faite pendant le mandat de Jean Tiberi et avait été refusée. Les noms de l'esclave Solitude, du militaire Joseph Ignace et celui de Louisy Mathieu, suppléant du député de la Martinique et de la Guadeloupe Victor Schœlcher ont été également proposés.
Une rue du même nom existe aussi dans la ville de Basse-Terre, chef-lieu de la Guadeloupe, lieu de naissance du chevalier.

## Bâtiments remarquables et lieux de mémoire
- No 9 : 
  - Ferdinand de Lesseps y habita[8].
  - L'Association d'entraide de la noblesse française y a son siège.
- No 11 : jusqu'au début du XXe siècle, hôtel meublé Rhin et Danube, où Giacomo Meyerbeer logea en 1855[8].
- No 4 :
  - Blanche Edwards-Pilliet, docteur en médecine, première femme à se présenter au concours de l'internat, féministe et activiste, y établit son cabinet de consultations et y vécut de 1895 à 1941[9].

## Pour approfondir